# Brussels Sound Revolution
Pour les articles homonymes, voir BSR.
Brussels Sound Revolution (BSR) est un groupe belge de new beat qui a connu du succès en 1989 avec le 45 tours Qui (m'a enlevé)…?

## Historique
À la suite de la conférence de presse de l’ancien Premier ministre Paul Vanden Boeynants après son enlèvement par Patrick Haemers, l’ingénieur du son, Paul Delnoy, ex-bassiste des groupes Marine, Snowy Red et La Muerte, sample les paroles de cette conférence de presse. Par la suite, le producteur Jacky Mauer, son ami, lui racheta les droits et pour le sortir en 45 tours. Le morceau sortit sous le nom de BSR et le titre était Qui. Les paroles du refrain étaient : « VVV VVV VVV VDB, VVV VVV VVV VDB, VDB, tu ne vas pas crever ». Paul Vanden Boeynants fut contacté et prévenu. Il a réagi via son avocat, en laissant faire, mais en demandant la moitié des droits d'auteur, environ 70.000 francs belges. L'arrangement a fait jurisprudence auprès de la Sabam.". En pleine vague new beat, ce morceau fut un succès en Belgique, écoulé à 50 000 exemplaires.
D’autres versions, comme celle réalisée par Stéphane Steeman et Lou Deprijck sortirent dans la foulée, mais sans le même succès.